# Euonymus chiapensis
Euonymus chiapensis är en benvedsväxtart som beskrevs av Lundell. Euonymus chiapensis ingår i släktet Euonymus och familjen Celastraceae. Inga underarter finns listade.